# Finale della Coppa del mondo per club FIFA 2018
La finale della Coppa del mondo per club FIFA 2018 si è disputata sabato 22 dicembre 2018 allo stadio Città dello Sport Zayed di Abu Dhabi tra gli spagnoli del Real Madrid, vincitori della UEFA Champions League 2017-2018, e gli emiratini dell'Al-Ain, vincitori della UAE Pro-League 2017-2018 e qualificati al torneo in qualità di campioni del paese ospitante. È la seconda volta che una squadra affiliata all'AFC raggiunge la finale del torneo, dopo il precedente del 2016.
Ad aggiudicarsi la vittoria sono stati gli spagnoli del Real Madrid, al terzo successo consecutivo e al quarto complessivo (record assoluto nella manifestazione).

## Squadre partecipanti
| Squadra     | Confederazione        | Qualificazione                                  | Partecipazioni precedenti (in grassetto indica la vittoria) |
| ----------- | --------------------- | ----------------------------------------------- | ----------------------------------------------------------- |
| Real Madrid | UEFA                  | Vincitore della UEFA Champions League 2017-2018 | 3 (2014, 2016, 2017)                                        |
| Al-Ain      | AFC (Paese ospitante) | Vincitore della UAE Pro-League 2017-2018        | Nessuna                                                     |

## Cammino verso la finale
| Real Madrid                              | Real Madrid                              | Squadra                            | Al-Ain          | Al-Ain              |
| ---------------------------------------- | ---------------------------------------- | ---------------------------------- | --------------- | ------------------- |
| Avversario                               | Risultato                                | Coppa del mondo per club FIFA 2018 | Avversario      | Risultato           |
| Qualificato direttamente alla semifinale | Qualificato direttamente alla semifinale | Primo turno                        | Team Wellington | 3–3 (dts) 4–3 (dtr) |
| Qualificato direttamente alla semifinale | Qualificato direttamente alla semifinale | Secondo turno                      | Espérance       | 3–0                 |
| Kashima Antlers                          | 3–1                                      | Semifinali                         | River Plate     | 2–2 (dts) 5–4 (dtr) |

## Tabellino
| Arbitro: | Jair Marrufo |

|                                                      |           |              |
| Modrić 14’ Llorente 60’ Ramos 79’ Nader 90+1’ (aut.) | Marcatori | 86’ Shiotani |

| Real Madrid | Al-Ain |

| P               | 25 | Thibaut Courtois  |     |     |
| D               | 2  | Daniel Carvajal   |     |     |
| D               | 5  | Raphaël Varane    |     |     |
| D               | 4  | Sergio Ramos (c)  | 45’ |     |
| D               | 12 | Marcelo           |     |     |
| C               | 10 | Luka Modrić       |     |     |
| C               | 18 | Marcos Llorente   |     | 82’ |
| C               | 8  | Toni Kroos        |     | 70’ |
| A               | 17 | Lucas Vázquez     |     | 84’ |
| A               | 9  | Karim Benzema     |     |     |
| A               | 11 | Gareth Bale       |     |     |
| A disposizione: |    |                   |     |     |
| P               | 1  | Keylor Navas      |     |     |
| P               | 13 | Kiko Casilla      |     |     |
| D               | 3  | Jesús Vallejo     |     |     |
| D               | 6  | Nacho             |     |     |
| D               | 19 | Álvaro Odriozola  |     |     |
| D               | 23 | Sergio Reguilón   |     |     |
| C               | 14 | Casemiro          |     | 82’ |
| C               | 15 | Federico Valverde |     |     |
| C               | 20 | Marco Asensio     |     |     |
| C               | 22 | Isco              |     |     |
| C               | 24 | Dani Ceballos     |     | 70’ |
| A               | 28 | Vinícius Júnior   |     | 84’ |
| Allenatore:     |    |                   |     |     |
| Santiago Solari |    |                   |     |     |

| P               | 17 | Khalid Eisa         |     |
| D               | 23 | Mohamed Ahmed       | 64’ |
| D               | 5  | Ismail Ahmed (c)    |     |
| D               | 14 | Mohammed Fayez      |     |
| D               | 33 | Tsukasa Shiotani    |     |
| C               | 43 | Rayan Yaslam        |     |
| C               | 16 | Mohamed Abdulrahman | 67’ |
| C               | 3  | Tongo Doumbia       |     |
| A               | 74 | Hussein El Shahat   |     |
| A               | 7  | Caio                |     |
| A               | 9  | Marcus Berg         | 75’ |
| A disposizione: |    |                     |     |
| P               | 1  | Mohammed Busanda    |     |
| P               | 12 | Hamad Al-Mansouri   |     |
| D               | 19 | Mohanad Salem       |     |
| D               | 44 | Saeed Jumaa         |     |
| C               | 6  | Amer Abdulrahman    | 67’ |
| C               | 11 | Bandar Al-Ahbabi    | 64’ |
| C               | 13 | Ahmed Barman        |     |
| C               | 18 | Ibrahim Diaky       |     |
| C               | 28 | Sulaiman Nasser     |     |
| C               | 30 | Mohammed Khalfan    |     |
| C               | 88 | Yahia Nader         | 75’ |
| A               | 99 | Jamal Ibrahim       |     |
| Allenatore:     |    |                     |     |
| Zoran Mamić     |    |                     |     |